# Escut de Viladamat
L'escut oficial de Viladamat té el següent blasonament:
Escut caironat: de gules, una torre d'argent oberta sobremuntada de 2 claus passades en sautor amb les dents a dalt i mirant cap enfora, la d'or en banda per damunt de la d'argent en barra, i acostada de 2 rodes d'or, una a cada flanc. Per timbre, una corona mural de poble.

## Història
Va ser aprovat el 15 de març de 1984 i publicat al DOGC el 23 de maig del mateix any amb el número 436.
Viladamat, poble voltat de muralles, tradicionalment ha tingut una torre (o un castell) a l'escut. Estava situat al comtat d'Empúries, i fins al 1621 va pertànyer al monestir de Sant Pere de Rodes, representat aquí per les seves armes parlants: les claus de sant Pere i dues rodes.